# Pièce dans la bouche d'un poisson
Jésus invite Pierre à payer l’impôt du Temple, pour eux deux, avec la pièce qu’il trouvera dans la bouche d'un poisson qu’il prendra à l’hameçon. L’épisode est relaté dans l’évangile de Matthieu (Mt 17:24-27). 

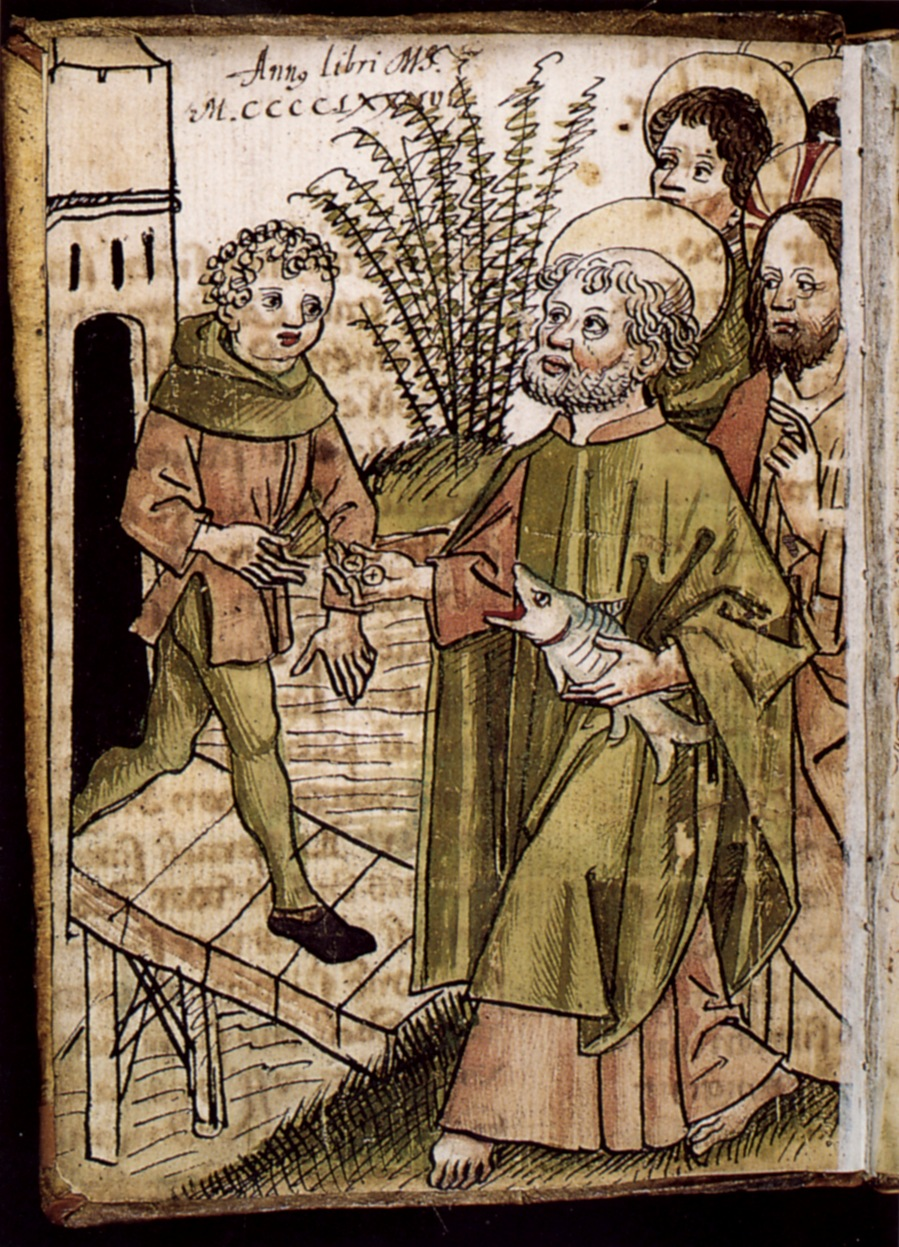
L'apôtre Pierre payant l'impôt avec la pièce sortie de la bouche du poisson par Augustin Tünger, 1486.

## Texte
Évangile de Jésus-Christ selon saint Matthieu, chapitre 17, versets 24 à 27 :
« Lorsqu'ils arrivèrent à Capharnaüm, ceux qui percevaient les deux drachmes s'adressèrent à Pierre, et lui dirent : Votre maître ne paie-t-il pas les deux drachmes ? Oui, dit-il. Et quand il fut entré dans la maison, Jésus le prévint, et dit : Que t'en semble, Simon ? Les rois de la terre, de qui perçoivent-ils des tributs ou des impôts ? de leurs fils, ou des étrangers ? Il lui dit : Des étrangers. Et Jésus lui répondit : Les fils en sont donc exempts. Mais, pour ne pas les scandaliser, va à la mer, jette l'hameçon, et tire le premier poisson qui viendra; ouvre-lui la bouche, et tu trouveras un statère. Prends-le, et donne-le-leur pour moi et pour toi. »

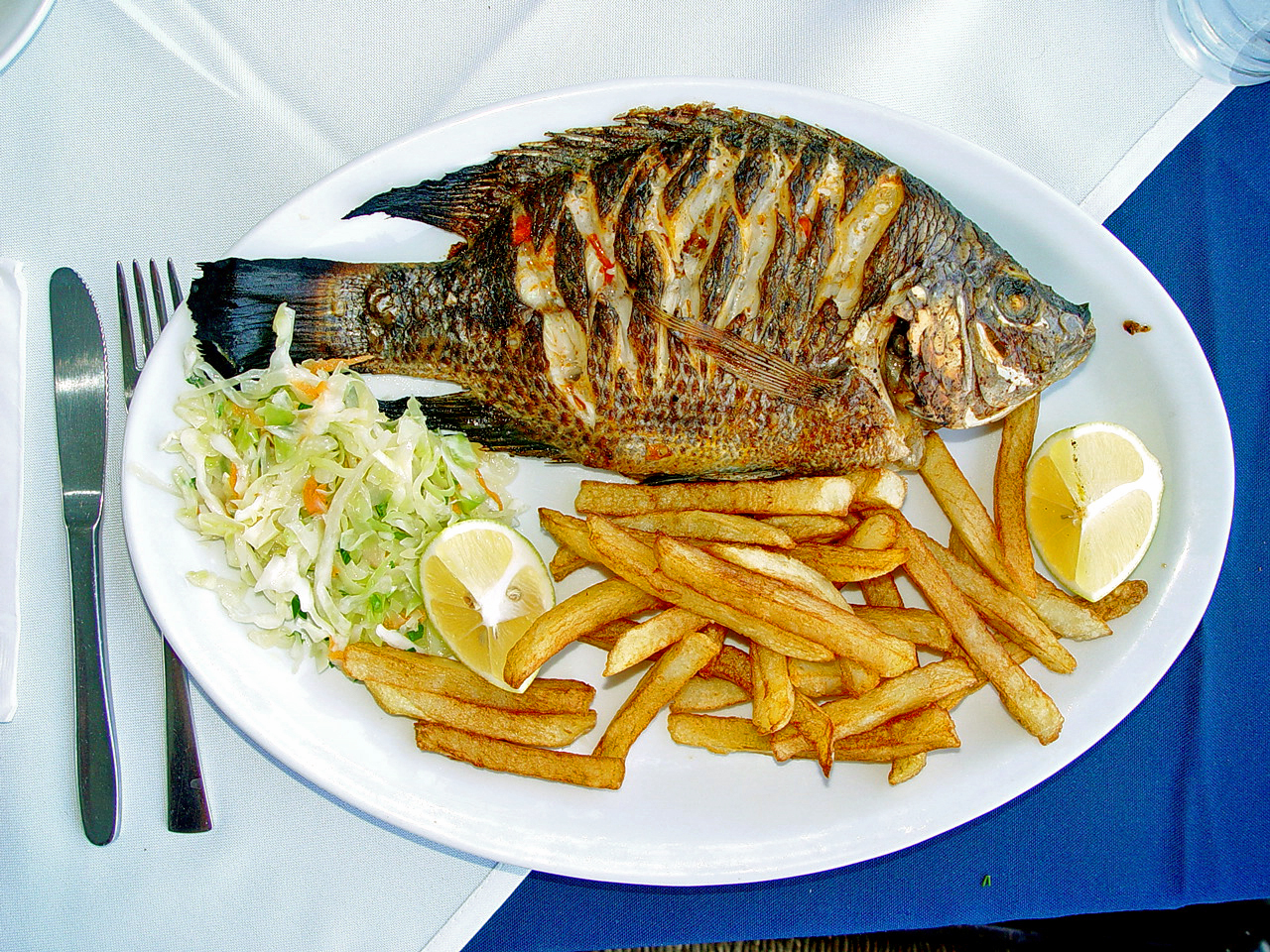
Au bord du lac de Tibériade, des restaurants servent du saint-pierre grillé, parfois accompagné de frites, comme on le voit sur cette photo.

Traduction de Louis Segond.

## Interprétation
Pour saint Jean Chrysostome ce miracle est synonyme que Jésus est bien le Fils de Dieu car il contrôle les éléments et les animaux, et par cette action il montre que la nature est bonne. Enfin le fait que ce soit à l'apôtre Pierre qu'il revienne de payer l'impôt est le signe avant-coureur que c'est lui qui va recevoir les clefs du Royaume de Dieu et ainsi devenir le premier souverain pontife, le premier « chef » de l'Église humaine et spirituelle .
Pour Jacques Ellul, ce « miracle » est un moyen de tourner en ridicule le pouvoir politique et religieux.